# Hautbois de Poitou
Pour les articles homonymes, voir Hautbois (homonymie).

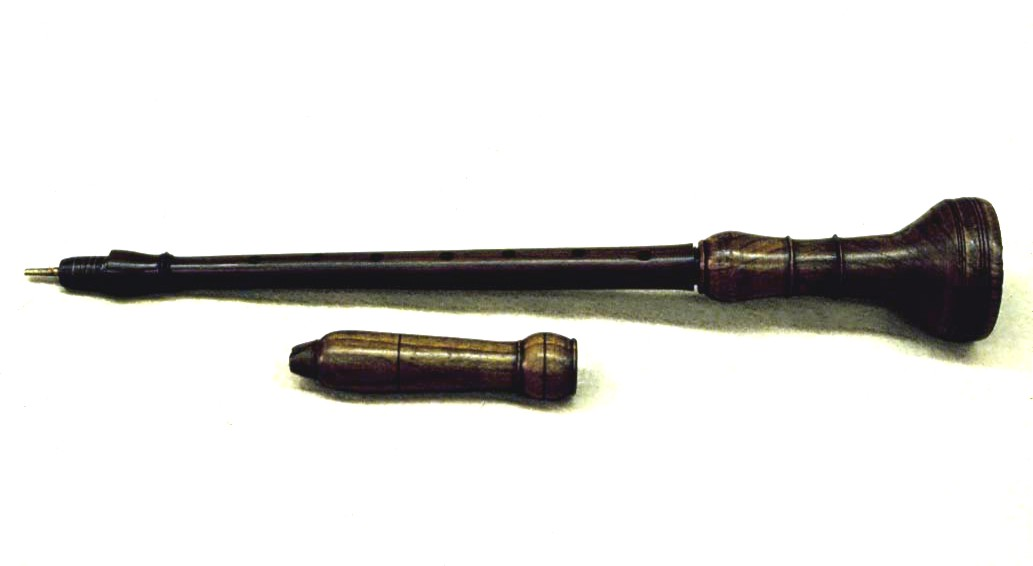
Hautbois de Poitou (collection du Metropolitan Museum of Art).

Le hautbois de Poitou, ou hautbois du Poitou, est un instrument de musique à vent, à anche double encapsulée, notamment prisé à la cour du roi de France au XVIIe siècle.

## Description

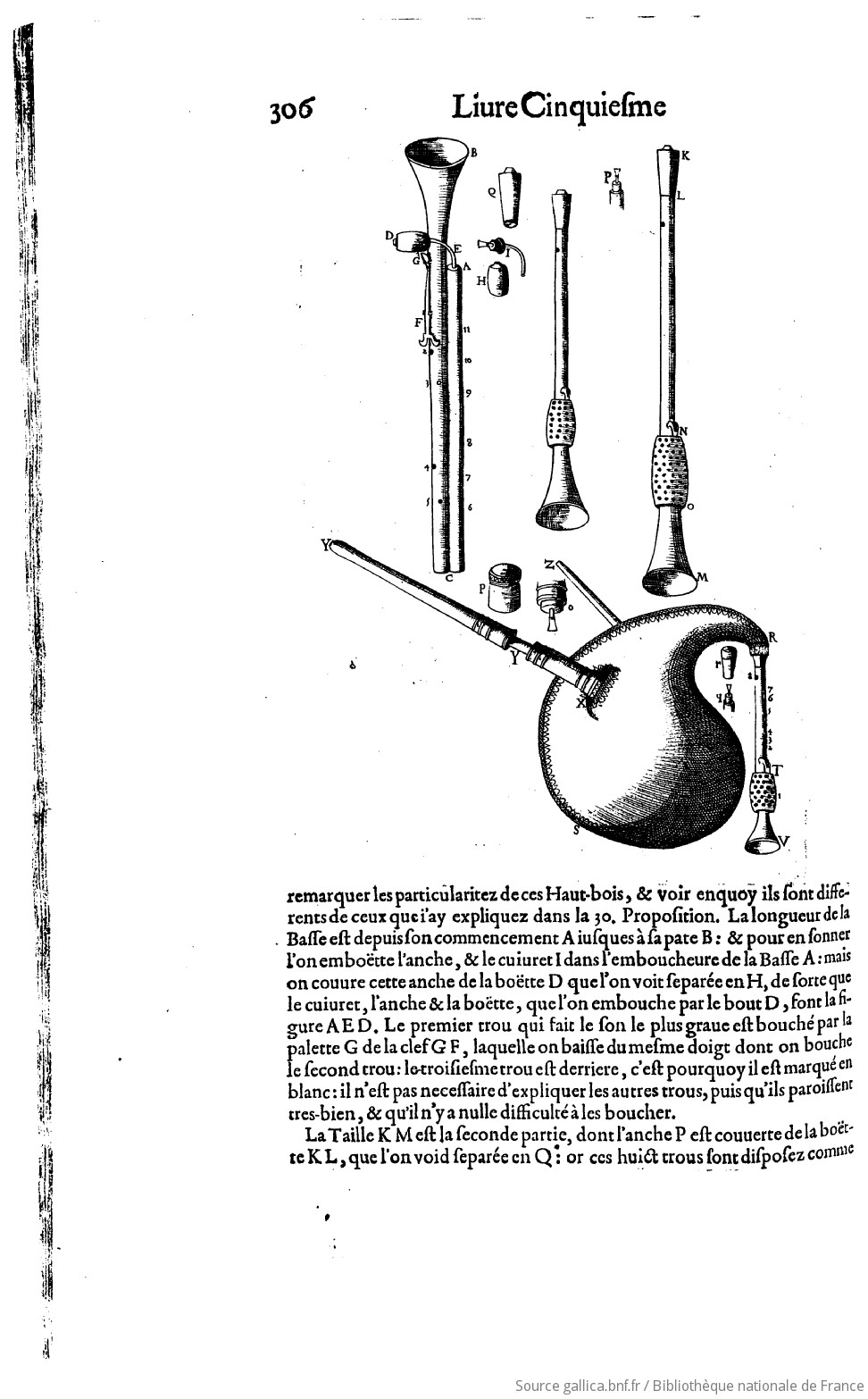
Planche des instruments de Poitou dans lHarmonie universelle de Marin Mersenne. De gauche à droite, de haut en bas : basse de hautbois de Poitou, dessus de hautbois de Poitou, taille de hautbois de Poitou, cornemuse de Poitou.

Le hautbois de Poitou est un instrument de la famille du hautbois, proche du Rauschpfeife. C'est un instrument à vent à anche double encapsulée et à perce conique.
Le hautbois de Poitou est décrit par Marin Mersenne dans son Harmonie universelle (1636), qui le représente sous trois tailles différentes : dessus, taille et basse,.
L'instrument est populaire à la cour de Louis XIII, étant notamment joué en consort au sein de l'ensemble des « Hautbois et Musettes de Poitou ». La formation est un consort régulier au sein de la Grande Écurie du roi jusqu'à une période avancée du XVIIe siècle, et le nom perdure tout au long de l'Ancien régime, bien que l'ensemble ne fonctionne probablement plus comme unité musicale au XVIIIe siècle,. 
Par rapport à la musette de Poitou, la terminologie est confuse dans les sources d'archives comme dans les sources modernes : il est généralement admis que la différence réside dans l'embouchure, le hautbois de Poitou étant joué avec l'anche prise directement dans la bouche tandis que la musette est jouée avec la capsule (notée « Q » sur la planche de Mersenne, l'anche étant « P »). L'utilisation ou l'absence de capsule a une incidence sur la conception de l'anche, qui est jouée sèche ou humide, respectivement, et influe également sur l'intensité dynamique et sur l'articulation, l'anche humide soufflée directement présentant une plus grande flexibilité que l'anche sèche. 
La tessiture de l'instrument est approximativement d'une neuvième. 
Le hautbois de Poitou survit en France comme instrument folklorique jusqu'au XIXe siècle. Un exemple, conservé au Musée des Beaux-Arts de Boston, est accordé en sol, avec un corps sans clé et une capsule en érable, qui mesure 39,5 cm de long au total, avec six trous pour les doigts et un trou non obstrué par un doigt à l'avant, un trou pour le pouce, et deux trous d'aération dans le pavillon. 
Des exemplaires modernes existent également, produits par des luthiers tels Christopher Bayley et Marc Écochard.

## Citation
« De grande ancienneté, on faisait état en France des hautbois du Poitou. On lit dans Philippe de Commines, dans Bouchet et dans Pierre Mathieu que l’on fit venir de Poitou des bergers qui savaient jouer des hautbois, cornemuses et musettes et chanter pour réjouir le roi pendant sa grande maladie mélancolique, desquels hautbois tout le Limousin et la Basse-Marche ne manquent pas, car il n’y a point guère de paroisses qu il n’y ait nombre de telles gens qui en savent très bien sonner, même les gavottes et branles du Poitou tant simples que doubles. »

— Léo Desaivre, La danse en Poitou, 1897